# افرا مکس

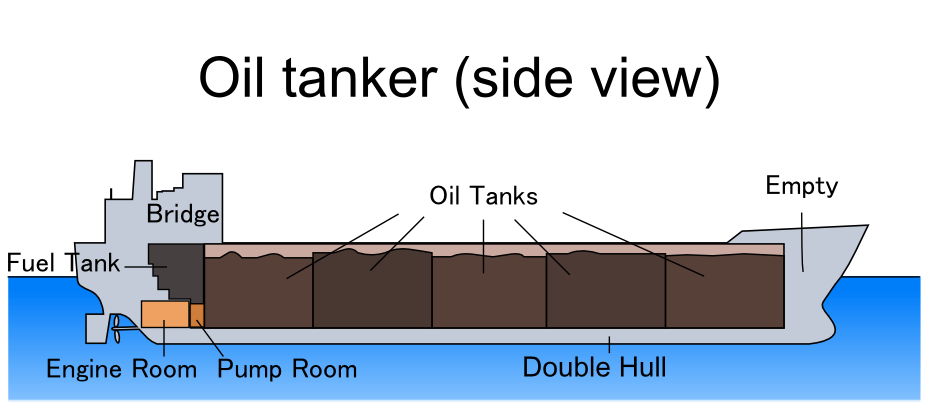
نمای جانبی از یک نفت کش.

افرا مکس گونه‌ای از کشتی‌های نفت کش با ظرفیت بین ۸۰/۰۰۰ تا ۱۱۹/۰۰۰ تن و پهنای ۳۲٫۳۱ متر است. به طور کل کشتی نفت‌کش شناور ویژه‌ای است که برای حمل مقادیر بالای نفت طراحی شده‌است. واژهٔ افرا مکس به زبان انگلیسی مخفف شدهٔ عبارت (به انگلیسی: Average Freight Rate Assessment tanker rate system) است. این کشتی‌ها به سبب اندازه متوسط و مناسبشان در بیشتر جاهای دنیا به عنوان نفت کش استفاده می‌شوند، زیرا اندازهٔ مناسب آنها امکان جا به جایی و وارد شدن این کشتی‌ها از آب راه‌های تنگ و همچنین پهلو گیری آنها در بنادر کوچک را فراهم می‌سازد. افرا مکس‌ها برای جابه جایی نفت درفواصل کوتاه و متوسط استفاده می‌شوند.
این کشتی‌ها بیشتر در حوضه‌های دریای سیاه، دریای شمال، دریای کارائیب، دریای شمال و شرق چین و مدیترانه مورد استفاده قرار می‌گیرند. این کشتی‌ها همچنین بیشتر توسط کشورهای غیر از اعضای اوپک برای صادرات نفت شان استفاده می‌شوند زیرا اغلب این کشورها دارای بنادر بزرگ مناسب برای عبور کشتی‌های بزرگ تر مانند نفت کش‌های بزرگ (به انگلیسی: Very Large Crude Carrier) یا نفت کش‌های بسیار بزرگ (به انگلیسی: Ultra Large Crude Carrier) نمی‌باشند.